# Sathorn Unique Tower
Sathorn Unique Tower là một tòa nhà chọc trời chưa hoàn thành ở thủ đô Bangkok của Thái Lan. Theo kế hoạch là một khu chung cư cao tầng, việc xây dựng tòa nhà đã bị tạm dừng trong cuộc khủng hoảng tài chính châu Á 1997, khi nó đã hoàn thành khoảng 80%. Nó bây giờ là một trong những công trình nổi bật nhất của nhiều tòa nhà bỏ hoang của Bangkok, và đã trở thành một điểm đến cho những du khách thám hiểm đô thị.

## Lịch sử
Sathorn Unique được lên kế hoạch là một tòa tháp chung cư cao cấp 47 tầng với 600 căn hộ. Tòa nhà được thiết kế và phát triển bởi Rangsan Torsuwan, một kiến trúc sư nổi tiếng và nhà phát triển bất động sản, người cũng thiết kế tòa nhà chị em của Sathorn Unique, State Tower. Dự án được khởi động vào năm 1990 và được sở hữu bởi Công ty TNHH Sathorn Unique và được tài trợ chủ yếu bởi Công ty Tài chính và Chứng khoán Thái Mex. Việc xây dựng bắt đầu trong cùng năm đó với Công ty TNHH Si Phraya là nhà thầu chính phụ trách.
Năm 1993, trong một trường hợp gây tranh cãi kéo dài trong mười lăm năm, Rangsan đã bị bắt vì bị cáo buộc âm mưu giết Chánh án Tòa án tối cao, Praman Chansue (vụ giết người chưa bao giờ xảy ra). Rangsan đã bị kết tội vào năm 2008 nhưng sau đó được Tòa án phúc thẩm tha bổng vào năm 2010. Tuy nhiên, vụ án này đã làm gián đoạn đáng kể khả năng của Rangsan trong việc bảo đảm tài chính cho các dự án của ông, và việc xây dựng Sathorn Unique bị trì hoãn do thiếu tiền.
Khi cuộc khủng hoảng tài chính châu Á xảy ra vào năm 1997, thị trường bất động sản của Bangkok sụp đổ, và các công ty tài chính đã tài trợ cho dự án bị phá sản và sau đó đã được thanh lý. Các dự án xây dựng trên toàn thành phố đã dừng lại, và Bangkok đã có hơn 300 dự án cao tầng chưa hoàn thành. Hầu hết các tòa nhà này đều đã được hoàn thành khi nền kinh tế phục hồi, nhưng Sathorn Unique vẫn nằm trong số những "tòa tháp ma" chưa hoàn thành của Bangkok, mặc dù các cuộc đàm phán và nỗ lực tái tài trợ bởi con trai của Rangsan là Pansit Torsuwan năm 2004. Điều này phần lớn là do sự nhấn mạnh của Rangsan rằng dự án chỉ được bán với mức giá cho phép người mua ban đầu của tòa nhà được hoàn trả đầy đủ, thay vì tuyên bố phá sản và giải thể công ty.